# St Andrews Links
St Andrews Links, golfbanorna i St Andrews, Skottland, är den äldsta platsen i världen för golfspel. Golf har spelats på banorna sedan 1400-talet.
Idag finns det sex kommunalt ägda banor i St Andrews inklusive världens mest berömda och av många ansedd som den finaste, Old Course. En sjunde bana blev klar år 2008 "Castle course". Fram till 1946 spelade stadens invånare gratis på banorna men efter det tas en blygsam avgift ut av stadsborna. För spelare som inte bor i St Andrews är det betydligt dyrare och för att få en golftid måste spel bokas ett år i förväg. Dock lottas ett antal tider ut varje dag.
Banorna i St Andrews ägs av lokala myndigheter och styrs av St Andrews Links Trust, en välgörenhetsorganisation. I staden har R&A sitt huvudkontor men klubben har ingen egen bana.

## Banor
- Old Course, har funnits i 600 år
- New Course, öppnad 1895
- Jubilee Course, 18 hål, öppnad 1897
- Eden Course, öppnad 1912
- Balgove Course, Öppnad 1972
- Strathtyrum Course, öppnad 1993
- Castle Course, öppnad 2008